# توماس شوشاردت
توماس شوشاردت (بالبولندية: Tomasz Schuchardt)‏ هو ممثل بولندي، ولد في 18 سبتمبر 1986 في بولندا.

## وصلات خارجية
- توماس شوشاردت على موقع IMDb (الإنجليزية)
- توماس شوشاردت على موقع ألو سيني (الفرنسية)
- توماس شوشاردت على موقع قاعدة بيانات الفيلم (الإنجليزية)